# Ousmane Cisse
Ousmane Cisse (Bamako; 14 de julio de 1975) es un exbaloncestista maliense que disputó nueve temporadas como profesional. Con 1,98 metros de estatura, jugaba en la posición de escolta. 

## Trayectoria deportiva

### Instituto
Se mudó a los Estados Unidos desde Mali en 1998 y estudió en el Montgomery Catholic High School en Montgomery, Alabama, donde él y sus compañeros ganaron el Campeonato Estatal 2A. Más tarde asistió a la escuela secundaria católica St. Jude en Montgomery, a donde se transfirió en 1999, y no participó en la temporada de baloncesto 1999-2000. En su último año de baloncesto en la escuela secundaria promedió 29 puntos, 16 rebotes y 12 tapones, y fue ampliamente considerado como uno de los mejores prospectos de su clase. Esa temporada disputó además el prestigioso McDonald's All-American Game.

### Profesional
Fue elegido en la cuadragésimo séptima posición del Draft de la NBA de 2001 por los Denver Nuggets, equipo con el que firmó contrato. Pero se lesionó la rodilla y por eso no pasó las pruebas físicas, y los Nuggets lo liberaron. Luego se mudó a Rusia en 2002 para jugar en el Lokomotiv Mineralnye Vody, antes de hacerlo para los Harlem Globetrotters. Al cabo de un año volvió a la NBA fichando con los Orlando Magic. Fue despedido tras disputar un partido de pretemporada, marchándose a jugar a la USBL. En 2003, firmó con los Toronto Raptors y fue liberado al cabo de un par de días, sin jugar nunca con el equipo.
En noviembre de 2004 fue elegido en la cuarta ronda del Draft de la NBA Development League por los Fayetteville Patriots, donde jugó una temporada.
En 2005 fichó por el Bnei HaSharon de la liga israelí, donde disputó cuatro temporadas, logrando en 2006 ser elegido mejor defensor de la liga, tras liderar la competición en rebotes, capturando 10,1 por partido, así como en tapones (2,5). Acabó su carrera jugando con el APOEL B.C. chipriota y el Étendard de Brest francés.

### Selección nacional
Fue miembro de la selección de Mali, con la que disputó el Campeonato FIBA África de 2005 en el que promedió 6 puntos, 5 rebotes y 1 tapón en siete partidos. 